# Amata (Lettland)
Amata ist ein Ort in Lettland, nordöstlich von Riga gelegen. Im Jahre 2019 lebten dort 223 Einwohner.
Der Name stammt von einer Eisenbahnstation am Fluss Amata. Die zugehörige Strecke Ieriķi–Abrene wird nicht mehr betrieben. Aus der Sowchose Amata wurde 1990 eine Gemeinde, deren Verwaltungsgebäude im Ort Kosa war. Unweit Amata wurde eine Siedlung mit vielen künstlichen Seen und Sommerhäusern angelegt, die zum Verkauf angeboten werden.
In der Gemeinde Drabeši, zu der Amata gehört, leben 763 Einwohner (Stand: 2016). Die Gemeindeverwaltung liegt im Ort Ģikši. Im Zuge der Verwaltungsreform gehörte die Ortschaft ab 2009 zum Bezirk Amata, der 2021 im Bezirk Cēsis aufging.